# Orioniden

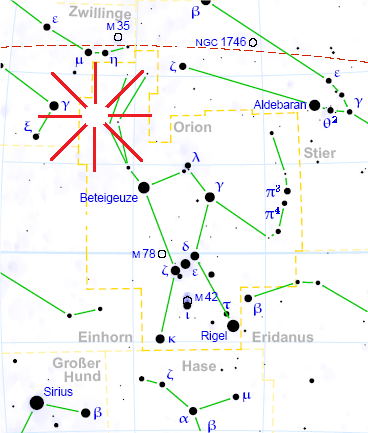
Umgebung des Wintersternbilds Orion. Die Orioniden kommen scheinbar aus dem Nordosten des Sternbilds, sind aber Objekte unseres Sonnensystems.

Die Orioniden sind einer der fünf aktivsten Meteorströme. Sie machen sich alljährlich im ganzen Oktober als Schwarm von Sternschnuppen bemerkbar, am stärksten in den Morgenstunden der Tage vom 19. bis zum 23. Oktober. Eine merkliche Anzahl ist zwischen 12. und 29. Oktober zu beobachten.
Die millimeter-großen Teilchen sind nur wenige Milligramm schwer, erzeugen aber wegen ihrer hohen Geschwindigkeit dennoch eine helle Leuchtspur durch Ionisierung der Luftteilchen in der hohen Atmosphäre. Im Gegensatz zu sporadischen (zufällig verteilten) Meteoren haben sie wegen des gemeinsamen Herkunftskometen fast parallele Bahnen im Raum.
Dadurch scheinen sie am Himmel aus ihrem Fluchtpunkt, dem so genannten Radianten zu kommen, der im Nordosten des Orion liegt, etwa 10° links oberhalb des roten Riesensterns Beteigeuze. Außerhalb der Städte kann man freiäugig pro Stunde etwa 10 dieser Spuren sehen, die man auch mit Radarmethoden genauer untersucht hat.
Aus fotografischen Serienaufnahmen kann man jene Bilder kombinieren, auf denen Meteore abgebildet sind. Dann lässt sich der Radiant genau feststellen, und bei geeigneter Wahl der Belichtungszeit auch die in schwachem Rot leuchtenden Wasserstoffwolken, welche mehrere Sternentstehungsgebiete rund um den Orion darstellen.
Die Orioniden sind lose Wolken zerstreuten Materials des Halleyschen Kometen, die sich im Laufe der Jahrtausende durch Einflüsse kleiner Bahnstörungen und des Sonnenwinds entlang der ganzen Kometenbahn verteilt haben. Auch die Eta-Aquariiden der ersten Maihälfte stammen vom Halleyschen Kometen, allerdings von einer anderen Stelle seiner schlanken Ellipsenbahn.